# Atrichopogon hirsutipennis
Atrichopogon hirsutipennis är en tvåvingeart som beskrevs av Ingram och John William Scott Macfie 1923. Atrichopogon hirsutipennis ingår i släktet Atrichopogon och familjen svidknott. Inga underarter finns listade i Catalogue of Life.